# لوک خوش‌شانس (فیلم ۲۰۰۹)
لوک خوش شانس (انگلیسی: Lucky Luke) یک فیلم کمدی و وسترن محصول فرانسه است که در سال ۲۰۰۹ منتشر شد.
این فیلم در سال ۱۳۸۹ توسط شرکت لوح طلایی، دوبله و روانه شبکه خانگی ایران شد.

## داستان
لوک خوش شانس از طرف رئیس‌جمهور آمریکا مأمور شده‌است برای عبور خط آهن غرب به شرق امنیت را در شهر خیالی دیزی تاون که اکنون جولان‌گاه راه‌زنان و جانیان شده‌است برقرار کند، لوک پس از ورود به شهر و خارج کردن ارازل و اوباش در دام شخصی به نام پت پوکر می‌افتد و ماجراهای جالبی اتفاق می‌افتد …

## بازیگران
- ژان دوژاردن
- سیلوی تستود
- الکساندرا لامی
- دانیل پروو
- ژان فرانسوا بالمر
- مایکل یون

## فیلم‌های مرتبط
- لوک خوش‌شانس (فیلم ۱۹۹۱)
- بازگشت لوک‌خوش‌شانس (فیلم ایرانی)